# Легат Милице Зорић и Родољуба Чолаковића
| Меморијална галерија Петра Добровића |                                                                               |
|                                      |                                                                               |
|                                      |                                                                               |
| Врста:                               | Државна установа                                                              |
| Основана:                            | 1980.                                                                         |
| Седиште:                             | Родољуба Чолаковића 2 Дедиње Београд · Србија                                 |
| Директор:                            | Марија Коларић                                                                |
| Структура:                           | - Легат                                                                       |
| Веб презентација                     | https://msub.org.rs/o-legatu-colakovic Архивирано на веб-сајту (17. мај 2021) |

Легат Милице Зорић и Родољуба Чолаковића  једна је од београдских галерија   отворена за јавност у децембру 1980. године. Легатом, Галеријом управља Музеј савремене уметности у Београду. На настанак овог легата велику улогу одиграо је Павле Бељански, који је поред присног односа према уметницима, који је неговао од самог почетка своје сакупљачке мисије, својим примером вршио племенити утицај да и његови пријатељи постану дародавци. Његово блиско пријатељство са Милицом Зорић и њеним супругом Родољубом Чолаковићем свакако је имало утицаја на њихову одлуку да таписерије и вредна сведочанства о њеном раду поклоне Београду и Бијељини, слично као што су претходно Милан Коњовић, или касније Љубица Цуца Сокић, даривали дела својим градовима, Сомбору и Београду.

## Положај и размештај
Легат Милице Зорић и Родољуба Чолаковића се налази се у улици Родољуба Чолаковића 2 на Дедињу.
Ово наслеђе је заправо галерија Музеја савремене уметности. Садржи неколико колекција, које су распоређене тако да се чувају у самој галерији, затим у Музеју савремене уметности и Музеју примењене уметности, те у Музеју Семберија у Бијељини.

## Живот и каријера дародаваца
Милица Зорић Чолаковић (1909–1989) са другим легатаром Родољубом Чолаковићем венчала се између два светска рата у затвору. И док је ратно време (Други светски рат) Родољуб провео у скривању, она је 1941. године завршава у логору, где је била све до 1944. године, да би од 1946. до смрти живели у Београду, у Драјзеровом пролазу број 2 (данас улица Родољуба Чолаковића 2), који је од 1975. године њихов легат.
Милица Зорић је након завршетка Другог светског рата отпутовала у Париз, где је обишла велику изложбу мексичке уметности, која је највероватније мотивисала да иза себе остави око двеста таписерија по којима је памтимо. Почевши од 1957. године Милица, већ у озбиљним годинама, предано и с великим жаром бавила се овим специфичним уметничким изразом,чиме је успела да освоји „јединствено место у историји југословенског модернизма”, како то струка оцењује.
Родољуб Чолаковић Роћко (Бијељина, 7. јун 1900 — Београд, 30. март 1983),  био револуционар и књижевник, учесник Шпанског грађанског рата и Народноослободилачке борбе, друштвено-политички радник СФРЈ и СР Босне и Херцеговине, јунак социјалистичког рада и народни херој Југославије.
Због ситуације која је владала у руководству КПЈ и кризе њеног положаја у Коминтерни, из Коминтерне је стигао налог да се Родољуб Чолаковић избаци из руководства КПЈ. Међутим, Тито је Чолаковића задржао у руководству све до марта 1938. године.
После повлачења из политичког живота, Чолаковић се посветио писању. У том периоду је написао и књигу „Кућа оплакана“ у коме је описао живот, страдање и борбу комуниста у затворима Југославије.
После ослобођења Југославије, вршио је одговорне дужности у државном и политичком животу Народне Републике Босне и Херцеговине и Федеративне Народне Републике Југославије.
Умро је 30. марта 1983. године у Београду и сахрањен је у Алеји заслужних грађана на Новом гробљу у Београду.
Чолаковић је интензивно пратио уметничку сцену, и био министар културе и и те како заслужан за отварање Музеја савремене уметности у Београду 1965. године. Ишао је у правцу савремене сцене којој и сам припада, па је савим логично што је легат ова два заљубљеника уметности дана у саставу Музеја савремене уметности у Београду.
О Родољубовом и Милицином интригантном приватном животном путу, који су заједно делили, може се сазнати посетом њиховом легату, препуном архивске грађе, али и фотографија које сада пред јавношћу, употпуњују слику миљеа из којег су легатари потекли и чиме су се бавили.

## О Легату
Легат Милице Зорић и Родољуба Чолаковића основан је у згради коју су Милица Зорић и Родољуб Чолаковић поклонили граду Београду.
Свечано отварање легата 1980. године

Легат је званично отворен 11. децембра 1980. изложбама „Српско сликарство 1900-1920. из колекције Музеја савремене ликовне уметности из Београда и „Уметничка дела из заоставштине Милице Зорић и Родољуба Чолаковића“. На отварању легата тадашњи градоначелник Београда Живорад Ковачевић истакао је да је реч...
о потпуно новој врсти заоставштине чији циљ није очување аутентичне атмосфере приватна кућа и документујте живот донатора, отворен за нове садржаје, вредности и идеје, од студијске изложбе до округлих столова.
Смена закупаца у згради легата и њено затварање
Током 1990-их у време Милошевићеве транзиције и тадашње ситуације у Музеју савремене ликовне уметности у Београду, зграда  Милице Зорић и Родољуба Чолаковића била је у закупу разних станара, чији је немар довео до озбиљне штете у простору, као и до разних непрофесионалних преуређења ентеријера и екстеријера.
Лизинг компанија контроверзног бизнисмен Дарка Ашанина, Легат је претворен у ресторан полузатвореног типа са коцкањем и борделом. Ашанин је такође убијен у дворишту те виле у оружаном обрачуну 1997. године, а његова удовица је неко време наставила посао.
Наслеђе је затворено 1998. године, а ново руководство Музеја савремене ликовне уметности у Београду  покренуло је тужбу 2001. године, захтевајући од станара да се иселе и завештање врате у основну функцију. Након дуготрајне парнице која је окончана је 2004. године у корист Музеја савремене ликовне уметности у Београду,  започела је реконструкција и адаптација простора.
Поновно отварање легата 2006.
Заоставштина Милице Зорић и Чолаковића свечано је отворена 2006. године, у оквиру 47. Октобарског салона - пројекта специфичног за локацију једног од најпознатијих бугарских уметника Недка Солакова, коме је стављен на располагање тада неприлагођени и готово испражњени простор Легат.
Током реконструкције зграде на Ушћу, овај простор је једно време функционисао као мини музеј посвећен реализацији различитих програма из области модерне и савремене уметности, дизајна, архитектуре и филма.
Обнова легата
Галерија је обновљена 2010. године, по архитектонским решењима Зорана Радојичића, једног од аутора реконструисане зграде Југословенског драмског позоришта и добитника награде за архитектуру „Новости”, бивша породична вила трансформисана је у нови изложбени простор, поред којег су постављени атељеи за госте, уметника и простор за чување уметничких дела.

### Збирке легата
Легат укључује следеће збирке:   
- 92 дела најпознатијих југословенских уметника, Надежде Петровић, Петра Добровића, Марка Челебоновић, Милана Коњовића, Зоре Петровић, Петра Лубарда, Недељке Гвозденовићи, и других.
- колекцију стилског намештаја,
- колекцију оријенталних тепиха,
- колекцију предмета од стакла и челика, која употпуњује амбијент ентеријера.

## Намена галерије
Сама галерија према постављеном програму, има за циљ да осветли дела и личности из ликовне уметности са простора бивше Југославије, која није довољно наглашена у великим ретроспективама и синтезама. То ће углавном бити мале студијске изложбе, изложбе састављене из колекције Музеја савремене уметности, где ће бити приказани посебни медији7цртежи, графике, фотографије итд.  Једини стални експонати галерије су десетак таписерија донатора Милице Зорић.
Приземље и спрат делимично ће служити излагачкој активности, а у плану су и друга културна дешавања.

## Каталог
Каталог колекције ове галерије објављен је 1980. године.

## Информације за посетиоце
- Летње радно време легата је: 14:00 —20:00
- Легат је затворен за јавност уторком.
- Улаз у Легат је бесплатан.[2]